# Cheiloneurus brunneipes
Cheiloneurus brunneipes är en stekelart som först beskrevs av Timberlake 1922.  Cheiloneurus brunneipes ingår i släktet Cheiloneurus och familjen sköldlussteklar. Inga underarter finns listade i Catalogue of Life.